# فاروغ شیخ
فاروغ شیخ (به انگلیسی: Farooq Sheikh) (زاده ۲۵ مارس ۱۹۴۸ -درگذشته ۲۷ دسامبر ۲۰۱۳ ) بازیگر هندی بود.
از فیلم‌هایی که وی در آن نقش داشته است می‌توان به یک همسر باید مثل این باشد اشاره کرد.

## فیلم‌شناسی
فهرست برخی از فیلم‌هایی که فاروغ شیخ در آنها به ایفای نقش پرداخته است:
- یک همسر باید مثل این باشد
- مایا خانم
- طوفان
- محبت
- هوای گرم
- عمر و جان
- چشم بد دور
- به من بگو خدا
- نوری
- فاصله
- لاهور
- سرزمین جوانان
- اکنون عدالت برقرار خواهد شد